# Formel 2-EM 1983
Formel 2-EM 1983 vanns av britten Jonathan Palmer.

## Delsegrare
| Datum       | Bana           | Vinnare         |
| ----------- | -------------- | --------------- |
| 20 mars     | Silverstone    | Beppe Gabbiani  |
| 4 april     | Thruxton       | Beppe Gabbiani  |
| 10 april    | Hockenheim     | Jonathan Palmer |
| 24 april    | Nürburgring    | Beppe Gabbiani  |
| 8 maj       | Vallelunga     | Beppe Gabbiani  |
| 22 maj      | Pau            | Jo Gartner      |
| 12 juni     | Jarama         | Mike Thackwell  |
| 26 juni     | Donington Park | Jonathan Palmer |
| 24 juli     | Misano         | Jonathan Palmer |
| 31 juli     | Pergusa        | Jonathan Palmer |
| 21 augusti  | Zolder         | Jonathan Palmer |
| 4 september | Mugello        | Jonathan Palmer |

## Slutställning
| Plats | Förare             | Poäng |
| ----- | ------------------ | ----- |
| 1     | Jonathan Palmer    | 68    |
| 2     | Mike Thackwell     | 51    |
| 3     | Beppe Gabbiani     | 36    |
| 4     | Philippe Streiff   | 25    |
| 5     | Christian Danner   | 21    |
| 6     | Jo Gartner         | 14    |
| 7     | Alessandro Nannini | 11    |
| 8     | Thierry Tassin     | 11    |
| 9     | Stefan Bellof      | 9     |
| 10    | Kenny Acheson      | 6     |
| 10=   | Pierluigi Martini  | 6     |